# Druhé nástupiště druhá kolej

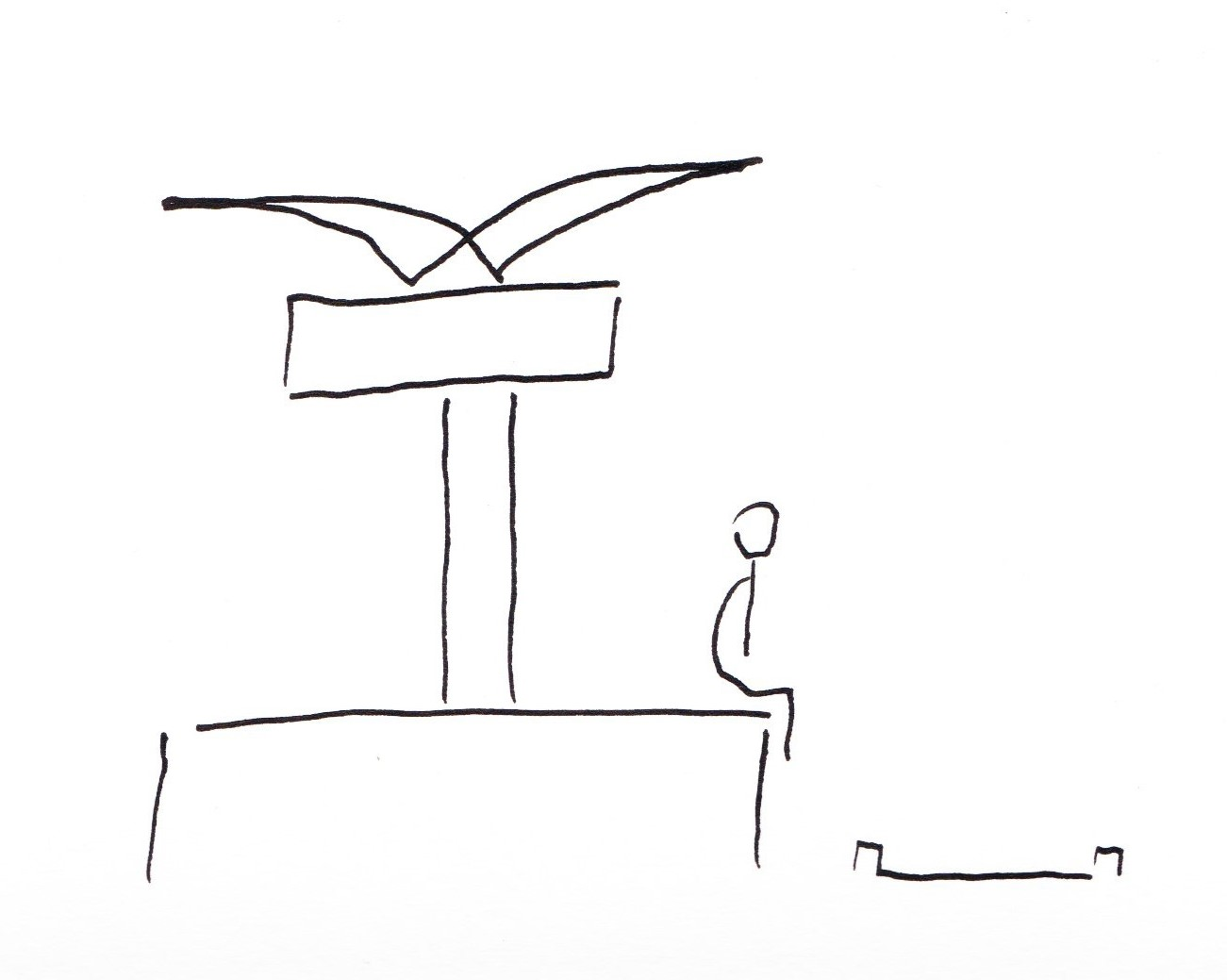
Logo skupiny

Středočeská skupina výtvarníků Druhé nástupiště druhá kolej byla založena v roce 2016. Skupina spolupracuje při pořádání výstav v galeriích. Členové skupiny vytvořili Potulnou galerii – mobilní konstrukci umožňující výstavy v plenéru. Nepravidelně pořádají výtvarnou soutěž Úvalská šiška. Součástí výstav jsou i dětské dílny.

## Členové skupiny
- Tomáš Hájek (* 1970) – řezby, objekty, tisky
- Miroslav Janošík (* 1972) – fotografie
- Barbora Honysová (* 1971) – kresby, tisky

## Výstavy, výběr
- 2016 Kostelec nad Černými lesy – muzeum
- 2017 Unijazz Praha 1 – UNIBREJK – skupinová výstava
- 2018 Mladá Boleslav – Galerie pod věží[1]
- 2018 Jablonné v Podještědí – zámeček Pachtů z Rájova
- 2019 Praha – Suchdol – Alšova výstavní síň městské části
- 2019 Světec – Výstavní síň Viktora Preissiga
- 2019 Tábor – galerie Vodárenská věž
- 2019 Benešov – Krajinow – Městská výstavní síň – součást projektu s MUD Benešov[2]
- 2020 Žďár nad Sázavou – divadlo
- 2020 Těchobuz – Galerie Bernarda Bolzana[3]
- 2020 Kostelec nad Černými lesy – Ateliér GH – Setkání – téma Ostrov
- 2021 Praha – Galerie 1
- 2022 Žďár nad Sázavou – Galerie Stará radnice

## Výstavy Potulné galerie
- 2018 Boseň – Valečov
- 2018 Turnov Dlaskův statek – řezbářské sympozium
- 2019 Chotouň – Muzeum traktorů
- 2019 Milkovice – Kozí mejdan
- 2021 festival Povaleč
- 2022 festival Povaleč